# Požar u kazalištu Iroquois
Požar u kazalištu Iroquois bio je požar koji se dogodio u  kazalištu u Chicagu, Illinois, SAD, a koji je izbio 30. prosinca 1903. tijekom predstave kojoj je prisustvovalo 1700 ljudi. Požar je uzrokovao 602 smrti i 250 ozlijeđenih bez smrtnog ishoda. Smatra se najgorim požarom u kinu u Sjedinjenim Državama, koji je nadmašio požar u kazalištu u Brooklynu iz 1876., koji je odnio najmanje 278 života, i najgoru katastrofu jedne zgrade prije 11. rujna 2001.
Kazalište je svečano otvoreno 23. studenog 1903. i opisan kao "apsolutno vatrootporan".
Nedostatak odgovarajućih sigurnosnih mjera i panika gužve utjecali su na veliki broj poginulih i ozlijeđenih.
Nakon požara, utvrđeno je da u kazalištu nedostaju odgovarajuće mjere za jamčenje sigurnosti, kao što su stepenice bez izlaza, lažna vrata i prozori, vrata koja se otvaraju prema unutra, višak kapaciteta, loše osvjetljenje i nedostatak signalizacije. Unatoč tome i unatoč činjenici da je bilo nekoliko suđenja, čvrste osude nije bilo.